# Simion Pop
Simion Pop (Kőváralja, 1930. szeptember 25. – Pécs, 2008. május 12.) román író, újságíró, Románia budapesti nagykövete (1990–1992), az egyetlen magyarországi temetőben eltemetett román diplomata.

## Életpályája

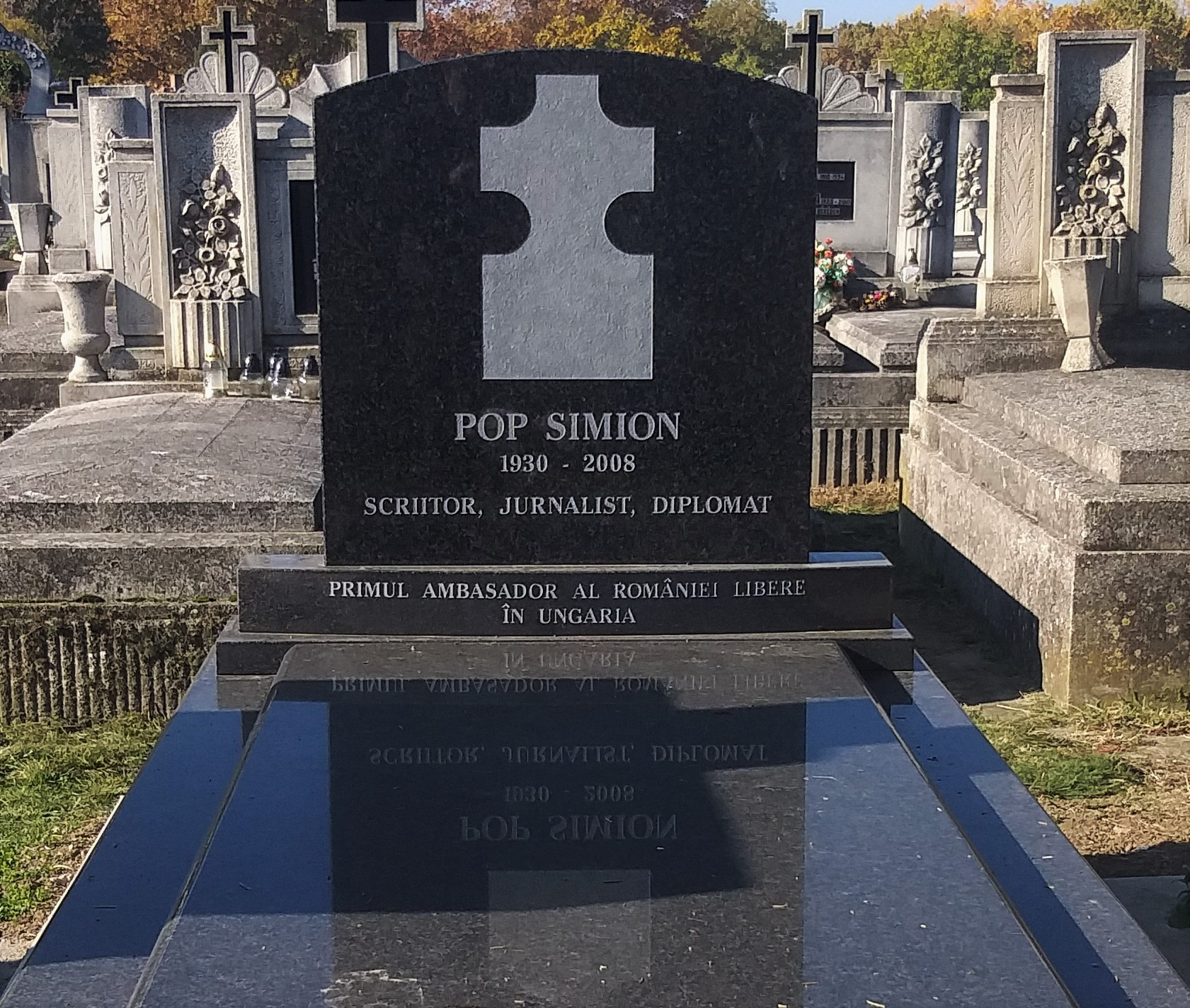
Simion Pop 2021 októberében felszentelt síremléke

1930. szeptember 25-én született a Máramaros megyei Kőváralján erősen ortodox vallású parasztcsaládban. Általános- és középiskolai tanulmányait Szatmárnémetiben, míg főiskoláit Bukarestben, a Mihai Eminescúról elnevezett Școala de Literatură și Critică Literarăban és a Ștefan Gheorghiuról elnevezett Társadalomtudományi Akadémián végezte.
Első irodalmi műve 1952-ben jelent meg az Almanahul literarban, majd a Tribunar, România Liberă, a Gazeta literară és a Viața Românească folyóiratok hasábjain publikált. A máramarosi és a szatmár megyei lapok szerkesztője, később a România pitorească című folyóirat főszerkesztője, a Radiodifuziunea Română riportere és az Írószövetség alelnöke volt. Élete során több száz cikket publikált hazai és külföldi folyóiratokban, közel 30 prózai és verseskötete, illetve útleírása jelent meg. Egymás után, két alkalommal is megkapta a Román Akadémia díját a Paralela 45 című kötetért (1958) és az Anul 15 című könyve után (1959). „Lelkesedéssel és részvéttel közelített különböző irodalmi műfajokhoz, amelyeken keresztül a közvetlen valóságot és a közelmúlt történelmét próbálta vizsgálni, az emberi méltóság feltárásának szemszögéből, szembenézve a történelemmel és az erkölcsi parancsolatokkal.” 1971 áprilisában, a Román Kommunista Párt megalakulásának 50. évfordulója alkalmából, „a szocializmus építésében szerzett kiemelkedő érdemeiért” megkapta a Kulturális Érdemrend III. osztályú kitüntetést.
A romániai forradalom és rendszerváltás követően, 1990 és 1992 között a budapesti román nagykövetséget vezette, egy olyan időszakban, amikor a magyarországi történelmi román közösségnek sikerült számos, a Ceaușescu-rezsim alatt meggyengült kapcsolatot helyreállítania a román állammal. Közbenjárásának köszönhetően hozták létre Budapesten a Román Kulturális Intézet (1992). Bár nagyköveti megbízatásának felénél egészségügyi okok miatt le kellett mondania tisztségéről, szoros kapcsolatban maradt Magyarországgal és a magyarországi román közösséggel. Élete utolsó szakaszát Pécsett élte le, és kívánságának megfelelően, halála után, 2008. május 17-én Gyulán, a Kisrománvárosi Ortodox Temetőben helyezték örök nyugalomra.

## Művei
Prózai és verseskötetei:
- Amfitrion
- Amfora sabină
- Bestiariu
- Cartea Chinei
- Criza de timp
- Fotograful de îngeri
- Luptătorul fericit și iubirea lui pătimașă
- Paralela 45
- Pieton în Cuba
- Scară la cer
- Sinele-câinele
- Student la istorie
- Triunghiul